# Luz (Lagos)
Luz, ook wel bekend als Praia da Luz, is een plaats ten westen van de Portugese plaats Lagos. Beide plaatsen liggen in het district Faro, ten westen van de gelijknamige stad. 
Luz is een toeristische badplaats in de Algarve. De bebouwing is vooral gevormd om het grote strand waarover Luz beschikt. Dit is eveneens het stadje waar de toen 3-jarige Madeleine McCann in 2007 ontvoerd werd.